# Манчестер (Теннесси)
Манчестер (англ. Manchester) — город в США, штат Теннесси. Административный центр округа Коффи. На 2019 год его население составило 11 038 человек (51-й по количеству жителей город штата).
С 2002 года Манчестер является местом проведения ежегодного фестиваля Боннару. Во время проведения фестиваля город наполняет почти 100 000 человек.

## География
По данным Бюро переписи населения США площадь города составляет 36,7 км², из которых 36,6 км² занимает суша, а 0,1 км² — вода.

## История
Почтовый офис под именем Манчестер был открыт в 1817 году. Город был назван в честь Манчестера в Англии.

## Население
По данным переписи 2010 года население Манчестера составляло 10 102 человека (из них 47,9 % мужчин и 52,1 % женщин), в городе было 4043 домашних хозяйства и 2552 семьи. На территории города было расположено 4043 постройки со средней плотностью 110,5 построек на один квадратный километр суши. Расовый состав: белые — 90,4 %, афроамериканцы — 3,4 %, коренные американцы — 0,2 %, азиаты — 1,1 % и представители двух и более рас — 2,0 %.
Население города по возрастному диапазону по данным переписи 2010 года распределилось следующим образом: 23,9 % — жители младше 18 лет, 4,2 % — между 18 и 21 годами, 55,0 % — от 21 до 65 лет и 16,9 % — в возрасте 65 лет и старше. Средний возраст населения — 36,5 лет. На каждые 100 женщин в Манчестере приходилось 91,8 мужчин, при этом на 100 совершеннолетних женщин приходилось уже 88,4 мужчин сопоставимого возраста.
Из 4043 домашних хозяйств 63,1 % представляли собой семьи: 43,3 % совместно проживающих супружеских пар (17,3 % с детьми младше 18 лет); 14,4 % — женщины, проживающие без мужей и 5,3 % — мужчины, проживающие без жён. 36,9 % не имели семьи. В среднем домашнее хозяйство ведут 2,40 человека, а средний размер семьи — 2,98 человека. В одиночестве проживали 30,8 % населения, 14,4 % составляли одинокие пожилые люди (старше 65 лет).

## Экономика
В 2014 году из 8189 человек старше 16 лет имели работу 4236. При этом мужчины имели медианный доход в 33 299 долларов США в год против 31 091 долларов среднегодового дохода у женщин. В 2014 году медианный доход на семью оценивался в 45 474 $, на домашнее хозяйство — в 38 063 $. Доход на душу населения — 19 697 $ в год.